# Kateřina Dudková
Kateřina Švarcová (* 1988 in Trutnov als Kateřina Dudková) ist eine tschechische Triathletin, U23-Vizelandesmeisterin des Jahres 2009 und Mitglied der Nachwuchs-Mannschaft.

## Werdegang
2007 nahm Dudková erstmals an ITU-/ETU-Wettkämpfen teil und wurde zweimal bei Junior-Europacups Vierte. Im selben Jahr nahm Dudková – mit 19 Jahren – an einem Premium-Europacup teil und wurde 33. unter den Läuferinnen der Weltelite.
In Frankreich ging Dudková seit 2008 in der angesehenen französischen Clubmeisterschaftsserie Lyonnaise des Eaux für den Elite-Verein SAS (= Saint Avertin Sports) Triathlon 37 an den Start.
In der Saison 2010 war sie konstant die Zweitbeste ihres Clubs: in Dünkirchen (23. Mai 2010) wurde sie 39., in Paris (18. Juli 2010) 28., in Tourangeaux (29. August 2010) 30. Das Große Finale in la Baule (18. September 2010) konnte sie nicht beenden.
Dudková lebt in Holice v Čechách und gehört dem Verein Nový věk Triatlonu Trusnov an.
Nach 2010 taucht sie in keinen internationalen Ergebnislisten mehr auf.
Seit 2014 ist sie mit Přemysl Švarc verheiratet.

## ITU-Wettkämpfe
In den vier Jahren von 2007 bis 2010 nahm Dudková an 10 ITU-Bewerben teil und errang zwei Top-Ten-Platzierungen.
Die folgende Aufstellung beruht auf den offiziellen ITU-Ranglisten und der Athlete’s Profile Page. Wo nicht eigens vermerkt, handelt es sich im Folgenden um Triathlon-Bewerbe und die Elite-Kategorie.
| Datum         | Wettbewerb                                                                  | Ort              | Rang |
| ------------- | --------------------------------------------------------------------------- | ---------------- | ---- |
| 16. Juni 2007 | Europacup (Junior)                                                          | Wien             | 4    |
| 29. Juni 2007 | Europameisterschaft (Junior)                                                | Kopenhagen       | 34   |
| 15. Juli 2007 | Europacup (Junior)                                                          | Oudenaarde       | 4    |
| 30. Aug. 2007 | BG-Weltmeisterschaft (Junior)                                               | Hamburg          | 48   |
| 9. Sep. 2007  | Premium-Europacup                                                           | Kedzierzyn Kozle | 33   |
| 20. Juni 2009 | Europameisterschaft (U23)                                                   | Tarzo Revine     | DNF  |
| 23. Aug. 2009 | Europacup                                                                   | Karlsbad         | 22   |
| 27. Juni 2010 | Premium-Europacup                                                           | Brasschaat       | 35   |
| 22. Aug. 2010 | Europacup                                                                   | Karlsbad         | 18   |
| 8. Sep. 2010  | Dextro-Energy-Weltmeisterschaftsserie, Großes Finale: U23-Weltmeisterschaft | Budapest         | 40   |

BG = der Sponsor British Gas · DNF = Did not finish